# Marathon van Turijn 2015
De marathon van Turijn 2015 vond plaats op zondag 4 oktober 2015 in Turijn. Het was de 29e editie van deze marathon.
De wedstrijd werd bij de mannen gewonnen door de Keniaan Alex Saekwo in een tijd van 2:15.30. Hij had een grote voorsprong op zijn landgenoot Robert Gaitho, die tweede werd in 2:20.48. De Italiaanse Silvia Weissteiner won de wedstrijd bij de vrouwen in 2:32.35.
In totaal finishten er 1577 marathonlopers.

## Uitslagen

### Mannen
| rang   | naam                   | land | tijd    |
| ------ | ---------------------- | ---- | ------- |
| Goud   | Alex Saekwo            | KEN  | 2:15.30 |
| Zilver | Robert Gaitho          | KEN  | 2:20.48 |
| Brons  | Tariq Bamaarouf        | MAR  | 2:27.08 |
| 4      | Markus Ploner          | ITA  | 2:27.25 |
| 5      | Giovanni Stella        | ITA  | 2:34.43 |
| 6      | Thomas Capponi         | ITA  | 2:37.59 |
| 7      | Rafal Andrzej Nordwing | POL  | 2:39.12 |
| 8      | Elio Panutti           | ITA  | 2:39.39 |
| 9      | Raffaele D'Angelo      | ITA  | 2:42.42 |
| 10     | Andrea Mugnaini        | ITA  | 2:44.01 |

### Vrouwen
| rang   | naam                         | land | tijd    |
| ------ | ---------------------------- | ---- | ------- |
| Goud   | Silvia Weissteiner           | ITA  | 2:32.35 |
| Zilver | Fatna Maraoui                | ITA  | 2:33.15 |
| Brons  | Tarikua Abera                | ETH  | 2:51.01 |
| 4      | Lara Giardino                | ITA  | 3:00.09 |
| 5      | Katarzyna Kuzminska          | POL  | 3:01.00 |
| 6      | Elina Junnila                | FIN  | 3:01.21 |
| 7      | Claudia Marietta             | ITA  | 3:03.18 |
| 8      | Silvia Lorenza Caraffa Braga | ITA  | 3:07.53 |
| 9      | Sonia Opi                    | ITA  | 3:08.46 |
| 10     | Denise Tappata               | ITA  | 3:09.32 |

1974 ·
1975 ·
1976 ·
1977 ·
1978 ·
1979 ·
1980 ·
1981 ·
1982 ·
1983 ·
1984 ·
1985 ·
1986 ·
1987 ·
1988 ·
1989 ·
1990 ·
1991 ·
1992 ·
1993 ·
1994 ·
1995 ·
1996 ·
1997 ·
1998 ·
1999 ·
2000 ·
2001 ·
2002 ·
2003 ·
2004 ·
2005 ·
2006 ·
2007 ·
2008 ·
2009 ·
2010 ·
2011 ·
2012 ·
2013 ·
2014 ·
2015 ·
2016 ·
2017